# Tha Doggfather
Tha Doggfather — другий студійний альбом американського репера Snoop Dogg, випущений 12 листопада 1996 року на Death Row і Interscope Records. Це був останній альбом Снупа на Death Row до 2022 року, коли він придбав права на товарні знаки Death Row і випустив BODR. Це також його останній альбом під псевдонімом Snoop Doggy Dogg, перш ніж він був скорочений до Snoop Dogg. У альбомі взяли участь Чарлі Вілсон, Kurupt, Daz Dillinger, Nate Dogg, Tray Dee, Warren G та інші. Назва альбому та обкладинка натхненні фільмом «Хрещений батько» 1972 року.

## Про альбом
У 1993 році Снуп і Dr. Dre почали роботу над Doggystyle. Під час запису Doggystyle Снуп став обвинуваченим у справі про вбивство, але в результаті був виправданий, що змусило його більше не вести «гангстерський» спосіб життя, який він зображував у своїх записах.
Доктор Дре, який був продюсером на Death Row Records, залишив лейбл у 1996 році, щоб заснувати власний лейбл, і це призвело до того, що двоюрідний брат Снупа Daz Dillinger став головним продюсером для Death Row. Tha Doggfather був присвячений близькому другу і колезі Снупа Тупаку Шакуру, який був вбитий у вересні 1996 року. Тупак з'являється в заключному треку «Outro» під псевдонімом «Makaveli», який він почав використовувати незадовго до своєї смерті.
Порівняно з Doggystyle, тексти на Tha Doggfather набагато менш жорстокі і суперечливі. Тут Снуп Догг хотів представити більш позитивний образ у своїй ліриці, відображення його дорослішання як артиста та як нового батька. У 2006 році Снуп Догг пояснив: «Я думаю, що Tha Doggfather був моїм переродженням, оскільки я більш позитивно ставився до того, що намагався сказати.... Я більше не буду прославляти нічого з того негативу, який Death Row хотів змусити мене прославляти, я привнесу позитивну сторону музики». Незважаючи на те, що його нову ліричну постановку зустріли змішаними оцінками як шанувальники, так і критики, Снуп все ще вважає альбом успішним: «Мені він сподобався, і скрізь, де б я не був, я підписую більше платівок Doggfather, ніж будь-який інший запис, який я випустив. Це той, який я підписую найбільше, і я пишаюся тим, що зробив, і справа в тому, що... іноді ти можеш перерости своїх шанувальників».

## Комерційний успіх
Перед релізом альбому багато хто сумнівався, чи не загубиться він у сум’ятті та трагедії лейблу, і чи його взагалі не оминуть на фоні успіху посмертного альбому Тупака Шакура The Don Killuminati: The 7 Day Theory
. Tha Doggfather був випущений лише через тиждень після The 7 Day Theory.
Tha Doggfather дебютував на першому місці в Billboard 200 продавши 479 000 примірників за перший тиждень. Незважаючи на те, що Doggystyle продав 803 000 екземплярів за перший тиждень (на той час рекорд для реп-альбому), альбом все ж був третім за кількістю реп-дебютів того року після All Eyez on Me Тупака (566 000 копій за перший тиждень) і Killuminati (664 000 копій). 4 лютого 1997 року альбом отримав 2× платиновий статус. У Сполучених Штатах було продано понад два мільйони копій альбому.

## Критика
На момент виходу альбом отримав загалом помірні відгуки від критиків і шанувальників. У лютневому номері Spin Dr. Dre висловив свої почуття щодо альбому та сказав: «Чесно кажучи, мені не подобається новий альбом Снупа. І це не має нічого спільного з тим, що я не працював з ним, тому що я так само, як і всі інші: коли я вперше почув сингл, я захопився цим, але потім я вслухався в музику і як воно звучало, розумієте? Перший раз, коли ти щось чуєш, ти просто слухаєш це, щоб тримати ритм, але після цього я починаю вимикати пісні. Там дійсно немає нічого, що не було сказано 50 разів раніше».
Entertainment Weekly похвалили альбом, заявивши, що «навіть без Доктора Дре за пультом, Снуп і його студійна команда придумали п’янке поєднання фанку старої школи та гангста-крутості», але також зазначив, що «в альбомі нема чого любити через секс, наркотики і вбивства в ньому». Los Angeles Times заявили, що «Снуп все ще є одним із найбільш захоплюючих реп-виконавців». Далі в рецензії було зроблено висновок, що «Tha Doggfather, можливо, і не Doggystyle, але Снуп показує, що він має доблесть і талант, щоб вижити». Рецензент AllMusic Стівен Томас Ерлвайн зауважив, що альбом триває надто довго, понад 70 хвилин, і «хоча він працює на тій самій території G-funk, бас менш еластичний і значно менше звукових деталей». Але він також похвалив альбом, заявивши: «Хоч музика не є оригінальною, а тексти не відкривають нові території, виконання є сильним — реп і римування Снупа продовжують покращуватися, тоді як басовий фанк часто п’янить». Він закінчив рецензію словами: «...альбом є чудовим продовженням одного з найуспішніших хіп-хоп альбомів в історії».

## Список композицій
| #     | Назва                                                                       | Автор                                                                      | Продюсер(и)                  | Тривалість |
| ----- | --------------------------------------------------------------------------- | -------------------------------------------------------------------------- | ---------------------------- | ---------- |
| 1.    | «Intro»                                                                     |                                                                            | DJ Pooh                      | 0:46       |
| 2.    | «Doggfather» (за участю Charlie Wilson)                                     | Calvin Broadus                                                             | Dat Nigga Daz                | 3:57       |
| 3.    | «Ride 4 Me»                                                                 | Broadus                                                                    |                              | 1:01       |
| 4.    | «Up Jump tha Boogie» (за участю Kurupt, Charlie Wilson та Teena Marie)      | Broadus Ricardo Brown                                                      | DJ Pooh                      | 4:43       |
| 5.    | «Freestyle Conversation»                                                    | Broadus                                                                    | Soopafly                     | 4:17       |
| 6.    | «When I Grow Up»                                                            | Broadus                                                                    | DJ Pooh                      | 0:37       |
| 7.    | «Snoop Bounce» (за участю Charlie Wilson)                                   | Broadus                                                                    | DJ Pooh                      | 4:03       |
| 8.    | «Gold Rush» (за участю Kurupt та LBC Crew)                                  | Broadus Brown Jamarr Stamps David Williams Reggie Vanterpool Ralph Wheeler | Arkim & Flair                | 4:52       |
| 9.    | «(Tear 'Em Off) Me and My Doggz»                                            | Broadus D. Williams Lenton Hutton                                          | L.T. Hutton                  | 3:31       |
| 10.   | «You Thought» (за участю Too $hort та Soopafly)                             | Broadus Brooks Todd Shaw                                                   | Soopafly                     | 4:44       |
| 11.   | «Vapors» (за участю Teena Marie та Charlie Wilson)                          | Broadus                                                                    | DJ Pooh                      | 4:21       |
| 12.   | «Groupie» (за участю Tha Dogg Pound, Nate Dogg, Warren G та Charlie Wilson) | Arnaud Brown Nathaniel Hale Bobby Nunn                                     | Dat Nigga Daz                | 5:06       |
| 13.   | «2001»                                                                      | Broadus Jordan Brown Stamps                                                | DJ Pooh                      | 3:50       |
| 14.   | «Sixx Minutes»                                                              | Broadus Vanterpool Wheeler                                                 | Arkim & Flair                | 4:40       |
| 15.   | «(O.J.) Wake Up» (за участю Tray Deee)                                      | Broadus Tracey Davis                                                       | Snoop Doggy Dogg L.T. Hutton | 4:43       |
| 16.   | «Snoop's Upside Ya Head» (за участю Charlie Wilson)                         | Broadus                                                                    | DJ Pooh                      | 4:30       |
| 17.   | «Blueberry» (за участю Tha Dogg Pound та LBC Crew)                          | Arnaud Brown Stamps D. Williams Sam Anderson                               | Sam Sneed                    | 4:15       |
| 18.   | «Traffic Jam»                                                               | Ricky Harris                                                               |                              | 0:34       |
| 19.   | «Doggyland»                                                                 | Broadus                                                                    | DJ Pooh                      | 4:39       |
| 20.   | «Downtown Assassins» (за участю Dat Nigga Daz та Tray Deee)                 | Arnaud Davis                                                               | Dat Nigga Daz                | 4:22       |
| 21.   | «Outro» (за участю Makaveli)                                                |                                                                            | Snoop Doggy Dogg             | 0:42       |
| 74:13 |                                                                             |                                                                            |                              |            |

## Чарти
| Чарт(1996)                                           | Пікова позиція |
| ---------------------------------------------------- | -------------- |
| Австралія Australian Albums (ARIA)                   | 12             |
| Австрія Austrian Albums (Ö3 Austria)                 | 49             |
| Бельгія Belgian Albums (Ultratop Flanders)           | 45             |
| Бельгія Belgian Albums (Ultratop Wallonia)           | 45             |
| Канада Canada Top Albums/CDs (RPM)                   | 2              |
| Нідерланди Dutch Albums (MegaCharts)                 | 48             |
| Фінляндія Finnish Albums (Suomen virallinen lista)   | 30             |
| Франція French Albums (SNEP)                         | 9              |
| Німеччина German Albums (Offizielle Top 100)         | 23             |
| Нова Зеландія New Zealand Albums (Recorded Music NZ) | 6              |
| Шотландія Scottish Albums (OCC)                      | 44             |
| Швеція Swedish Albums (Sverigetopplistan)            | 6              |
| Швейцарія Swiss Albums (Schweizer Hitparade)         | 41             |
| Велика Британія UK Albums (OCC)                      | 15             |
| Велика Британія UK Independent Albums (OCC)          | 29             |
| Велика Британія UK R&B Albums (OCC)                  | 1              |
| США Billboard 200                                    | 1              |
| США Top R&B/Hip-Hop Albums (Billboard)               | 1              |

| Чарт (1996)                                  | Пікова позиція |
| -------------------------------------------- | -------------- |
| Велика Британія UK Top Selling Artist Albums | 148            |
| Чарт (1997)                                  | Пікова позиція |
| США Billboard 200                            | 43             |

## Сертифікації
| Регіон                                                                                          | Сертифікація  | Продажі    |
| ----------------------------------------------------------------------------------------------- | ------------- | ---------- |
| Канада (Music Canada)                                                                           | Платиновий    | 100 000^   |
| Нова Зеландія (RIANZ)                                                                           | Золотий       | 7500^      |
| Велика Британія (BPI)                                                                           | Золотий       | 100 000*   |
| США (RIAA)                                                                                      | 2× Платиновий | 2 000 000^ |
| *продажі, що базуються лише на сертифікаціях ^відвантаження, що базуються лише на сертифікаціях |               |            |